# John Connell
John Connell (Atlanta, 25 giugno 1940 – Mariaville, 27 settembre 2009) è stato un artista statunitense d'arte contemporanea.
Ha lavorato con la scultura, la pittura e il disegno.
Connell frequento' la Brown University, in Providence, RI (1958-1960), la Art Student League, NY (1960-1961) e la New York University (1962) dove studio' l'arte della stampa Cinese. 
La sua prima esposizione ebbe luogo a New York nel 1962.
Durante gli anni '70, '80 e '90, visse e lavoro' nel Sud-Est degli Stati Uniti, dove creò grandi murales e dove era presente nelle maggiori gallerie d'arte del Nuovo Messico, faceva parte di "Nerve" un gruppo artisti di Santa Fe. In Nuovo Messico John Connell si acquisto fama per le sue grandi installazioni.

## Materiali utilizzati
Conosciuto per l'uso di intonaco di Parigi, particolarmente durante gli anni '80, Connell utilizza per le sue sculture anche catrame, carta e cera.
Altri materiali sono il bronzo, il cemento, il legno e le reti metalliche. Connell è anche conosciuto per i suoi lavori su carta, i quali includono a volte elementi di collage. Agli inizi degli anni '80 abbandono' quasi del tutto l'utilizzo di pittura commerciale e inizio a farla lui stesso con ossido di ferro e pigmenti. In lavori più recenti ha utilizzato cenere e terra..

## Influenze
John Connell è stato influenzato da diversi artisti e scrittori, tra i quali Hokusai, Rembrandt, Balzac, Dante, Giacometti e De Kooning. La filosofia orientale ha pure giocato un ruolo importante nella sua arte, il Buddismo essendo un tema centrale.

## Progetti
Alcuni dei suoi progetti meglio conosciuti:
- The Construction of Kuan-Yin Lake (1982-1989) - progetto multimediale con sculture, dipinti, scritti e audio. In parte sostenuto finanziariamente dalla National Endowment for the Arts[7].
- The Raft Project (1989-1994) - Un grande progetto con sculture e dipinti creato in collaborazione con l'artista pittore Eugene Newmann. Il progetto si ispira fortemente al dipinto di Géricault La zattera della Medusa.

## Musei con opere
- Albright-Knox Art Gallery, Buffalo, New York
- Albuquerque Museum, Albuquerque, New Mexico
- Amon Carter Museum, Fort Worth, Texas
- Archer M. Huntington Gallery, Austin, Texas
- Bates College Museum of Art, Lewiston, Maine
- Arkansas Art Center, Little Rock, Arkansas
- The Harwood Museum of Art, Taos, New Mexico
- The Hess Collection, Napa Valley, California
- Metropolitan Museum of Art, New York
- Mobile Museum of Art, Mobile, Alabama
- New Mexico Museum of Art, Santa Fe, New Mexico
- Roswell Museum and Art Center, Roswell, New Mexico
- Phoenix Art Museum, Phoenix, Arizona
- Scottsdale Center for the Arts, Scottsdale, Arizona
- University of Arizona Art Museum, Tucson, Arizona
- University Art Museum, Albuquerque, New Mexico